# Wolfforth
Wolfforth è un centro abitato degli Stati Uniti d'America situato nella contea di Lubbock dello Stato del Texas.
La popolazione era di 3.670 persone al censimento del 2010. Fa parte dell'area metropolitana di Lubbock.

## Geografia fisica
Wolfforth è situata a 33°30′14″N 102°00′43″W (33.503968, -102.011973).
Secondo lo United States Census Bureau, ha un'area totale di 3,1 miglia quadrate (8,0 km²), di cui 0,012 miglia quadrate (0,03 km²), o 0,41%, d'acqua.

## Società

### Evoluzione demografica
Secondo il censimento del 2000, c'erano 2.554 persone, 900 nuclei familiari e 723 famiglie residenti nella città. La densità di popolazione era di 1.700,6 persone per miglio quadrato (657,4/km²). C'erano 972 unità abitative a una densità media di 647,2 per miglio quadrato (250,2/km²). La composizione etnica della città era formata dall'85,47% di bianchi, l'1,29% di afroamericani, lo 0,16% di nativi americani, lo 0,23% di asiatici, il 12,06% di altre razze, e lo 0,78% di due o più etnie. Ispanici o latinos di qualunque razza erano il 22,71% della popolazione.
C'erano 900 nuclei familiari di cui il 43,6% aveva figli di età inferiore ai 18 anni, il 61,3% aveva coppie sposate conviventi, il 15,4% aveva un capofamiglia femmina senza marito, e il 19,6% erano non-famiglie. Il 16,7% di tutti i nuclei familiari erano individuali e il 7,1% aveva componenti con un'età di 65 anni o più che vivevano da soli. Il numero di componenti medio di un nucleo familiare era di 2,79 e quello di una famiglia era di 3,12.
La popolazione era composta dal 29,9% di persone sotto i 18 anni, l'8,3% di persone dai 18 ai 24 anni, il 32,2% di persone dai 25 ai 44 anni, il 20,1% di persone dai 45 ai 64 anni, e il 9,5% di persone di 65 anni o più. L'età media era di 33 anni. Per ogni 100 femmine c'erano 89,9 maschi. Per ogni 100 femmine dai 18 anni in giù, c'erano 87,1 maschi.
Il reddito medio di un nucleo familiare era di 37.465 dollari e quello di una famiglia era di 40.694 dollari. I maschi avevano un reddito medio di 30.461 dollari contro i 20.990 dollari delle femmine. Il reddito pro capite era di 16.567 dollari. Circa il 12,4% delle famiglie e il 15,1% della popolazione erano sotto la soglia di povertà, incluso il 16,7% di persone sotto i 18 anni e il 22,0% di persone di 65 anni o più.